# Hieracium decipientiforme
Hieracium decipientiforme — вид рослин із родини айстрових (Asteraceae).

## Середовище проживання
Зростає у Європі (Україна).